# Hamilton County, Kansas
Hamilton County är ett administrativt område i delstaten Kansas, USA, med 2 690 invånare. Den administrativa huvudorten (county seat) är Syracuse.

## Geografi
Enligt United States Census Bureau har countyt en total area på 2 584 km². 2 581 km² av den arean är land och 3 km² är vatten.

### Angränsande countyn
- Greeley County - nord
- Wichita County - nordost
- Kearny County - öst
- Grant County - sydost
- Stanton County - syd
- Prowers County, Colorado - väst

### Orter
- Coolidge
- Syracuse (huvudort)